# Occhio di Falco (Ultimate Marvel)
Occhio di Falco, il cui vero nome è Clint Barton, è un personaggio creato da Mark Millar e Bryan Hitch, pubblicato dalla Marvel Comics. È la versione Ultimate dell'omonimo arciere dei Vendicatori.

## Biografia
Non si sa molto sul passato di Clint Barton.
Campione olimpico di tiro con l'arco, è finito nella prigione il Cubo per omicidio e si scopre essere stato sottoposto ad un misterioso Programma che gli ha potenziato i suoi occhi dandogli una mira incredibile.
Nick Fury lo tira fuori di prigione, comprendendo quanto le sue abilità possano essergli utili, facendogli ottenere un condono, una nuova identità, dando una passata di spugna sulla sua fedina penale, e facendolo entrare nell'esercito con il grado di capitano.
Da quel giorno i due collaborano in missioni segrete per conto dell'America e Clint ha l'occasione di rifarsi una vita, trovando una compagna Laura e avendo due figli, Callum e Lewis (Nicole la terzogenita arriverà qualche tempo dopo). Diventa il braccio destro di Nick e successivamente collega e compagno d'armi di Natasha Romanoff, la Vedova Nera.
Dopo una missione in Kuwait, Nick lo informa che ha ottenuto il benestare del governo per formare una task force di super agenti e ha bisogno di qualcuno su cui contare, qualcuno come lui.
Anche se non obbligato, Clint accetta ed entra a far parte degli Ultimates.

### New Ultimates
Clint dopo i fatti di Ultimatum fa ancora parte della squadra insieme a Tony, di cui è ancora il leader e ne gestisce i rapporti con lo S.H.I.E.L.D., Steve, Valchiria, Zarda, Pantera Nera, Ka-zar e Shanna.
Malgrado tutto il tempo trascorso da quei tragici eventi, Clint non riesce ancora a liberarsi dal dolore della morte dei suoi cari e il suo concentrarsi nelle missioni non lo aiuta più di tanto. In più cìò che lo disturba è il fatto di essere ritornati in rapporti più stretti con lo S.H.I.E.L.D. e Carol Danvers, di cui non si fida completamente. Quando scopre poi che tra lei e Tony c'è del tenero è più che deciso a lasciare la squadra.
In quel frangente però affronta con i suoi compagni gli attacchi dei Difensori, che rubano il martello di Thor, e la seguente invasione di Loki e di Amora con un esercito di orchi e creature di Asgard. Gli Ultimates vengono sopraffatti anche perché Amora ipnotizza Valchiria, Zarda e Carol Danvers facendole cambiare fazione.
Barton riesce però a liberarsi grazie proprio a Danvers, che si era finta traditrice per poter liberare gli Ultimates al momento opportuno, e a mettere insieme una strategia offensiva.
Il piano segreto di Loki però prosegue: la morte di Valchiria permette a Thor di fuggire da Hela, solo che la lunga prigionia ha leso l'incantesimo che rendeva il carattere di Thor più mite e quindi gli Ultimates si ritrovano a dover affrontare il loro vecchio compagno.
Alla fine grazie anche a Valchiria, che ora lo è anche di fatto grazie ad un patto con Hela, la quiete ritorna e Clint decide di restare nel gruppo dei Nuovi Ultimates, constatando che essere alleati dello S.H.I.E.L.D. non è poi una cattiva cosa, soprattutto riguardo ai lati più fastidiosi di certe missioni, come l'occuparsi di "fare pulizia" dopo il loro completamento.

### Avengers
Nonostante faccia parte dei Nuovi Ultimates di Stark in collaborazione con Carol Danvers, Clint diventa anche un membro del team dei Vendicatori, la squadra-ombra dello S.H.I.E.L.D. che si occupa di missioni segrete dato i mezzi dubbiamente morali a cui si potrebbe fare uso nel corso di esse. Alla sua testa si trova un ritornato Nick Fury.
La prima missione vede il recupero da un lato dei progetti del Cubo Cosmico ideato da Reed Richards tempo addietro, rubati dall'organizzazione terroristica A.I.M., e dall'altro la cattura del disertore Steve Rogers.
Capitan America ha infatti scoperto che il crudele mercenario Teschio Rosso è un suo figlio illegittimo, avuto da Gail Richards sul finire della guerra, e ora gli sta dando la caccia.
Nella seconda missione che lo vede coinvolto con il team di Fury, bloccare una presunta minaccia mutante denominata Ghost per ordine della Casa Bianca, Clint si trova a collaborare con Frank Castle, il Punitore, arruolato da Fury per poter far affidamento anche loro su un "Capitan America"; Clint sa la storia dell'assassino di criminali e riconosce in lui i suoi stessi fantasmi, il suo dolore per la perdita dei suoi cari, e la sua vendetta da portare avanti.
Sarà proprio Occhio di Falco a permettere a Castle di tornare in libertà, liberandolo dal controllo dello S.H.I.E.L.D.
Nella sua terza missione Barton affronta un'orda di vampiri guidati da Anthony, ex leader della società segreta che anni prima addestrò Elektra, Matt Murdock e Blade, il cui piano prevede la vampirizzazione della comunità metaumana e la successiva sottomissione della razza umana. Tra i primi a cadere vi sono Banner il clone di Hulk, e poi lo stesso Steve Rogers.
Durante l'attacco finale al Triskelion però Cap riesce a respingere il virus e a sconfiggere l'orda, trasferendo l'intera base in Medio Oriente, usando il martello teleportatore di Perun, e facendo bruciare i vampiri alla luce del sole.
Dopo quella notte terribile la situazione prese una strana piega. Non solo Tony ha una ricaduta a causa del suo cancro ma sembra che nello S.H.I.E.L.D. ci sia qualcuno che venda segreti militari da anni a vari stati-canaglia e le varie squadre si mettono sulle tracce di questi traditori per scoprire chi è il mandante. Clint dopo aver "sistemato" una vasta organizzazione che controllava un racket di droga, si unisce alla squadra di Fury, insieme a Jim Rhodes, Blade e Frank Castle.
Vengono a scoprire che è Carol Danvers la talpa e nel tentativo di catturarla si scontrano con gli Ultimates, i quali hanno seguito una pista parallela a quella dei Vendicatori e il risultato è stato che è Fury il traditore, venendo sconfitti. Dietro a tutta questa situazione si nasconde il fratello di Stark, Gregory che voleva ottenere la posizione di capo dello S.H.I.E.L.D. per dare il via ad un suo piano per l'abbattimento dei principali stati-canaglia.
Nel tentativo di fermarlo, poiché il piano di Gregory non andava troppo per il sottile, i due team si riuniscono e affrontano il dottore e le sue truppe a Pyongyang. Gregory però ha una strumentazione tecnologica talmente avanzata da tenere testa a tutti i supereroi (tra cui Nick e i suoi, potenziati con la formula modificata di Hulk di Tyrone Cash) fino a quando Tony non usa un impulso elettromagnetico per bloccarlo e Thor lo finisce con un fulmine uccidendolo.
Il piano di Gregory alla fine riesce: le forze locali democratiche e filo-americane in Iran abbattono il regime e viene fondato un nuovo governo. Tornata la calma, Carol Danvers è obbligata a rassegnare le dimissioni come direttrice dello S.H.I.E.L.D. e il ruolo ritorna a Fury.
Occhio di Falco ritorna a quel punto al suo vecchio ruolo di braccio destro del generale.

#### Il nemico
Durante l'attacco di Reed Richards alla Terra, Clint partecipa allo scontro al fianco degli Ultimates.
Ha dimostrato di essere un solerte quanto spietato torturatore, facendo parlare l'alieno servo di Reed, catturato mentre tentava l'assalto a casa di Peter Parker, considerato dall'ex-leader dei Fantastici Quattro una potenziale minaccia, cosa che non era riuscita neppure a Fury.

### The Ultimates
Occhio di Falco riceve l'ordine da parte di Fury di mettersi a capo della spedizione S.H.I.E.L.D. presso la Repubblica del Sud-Est Asiatico. Sembra che la rivoluzione in atto presso quella zona stia degenerando e vuole che lui sia li a monitorare la cosa. Difatti non solo il governo viene abbattuto ma al suo posto è sorta una nazione di metaumani denominata Tian.
Dopo aver fatto ritorno in America ed essere riuscito a recuperare un campione della "Fonte", ovvero il siero che dà i poteri ai metaumani di Tian, Clint viene informato che le forze alleate americo-europee sono state messe con le spalle al muro da un misterioso individuo denominatosi "Creatore", a capo della Città dei Figli del Domani. Questi ha occupato la Germania e buona parte dei territori circostanti, uccidendo ventisei milioni di persone e nel farlo ha anche abbattuto la città di Asgard sterminandone la popolazione e trasformando Yggsadrill in energia.
Barton guida come luogotenente di Fury il contrattacco con una flotta di Eliveivoli ma tutto sembra inutile: metà della flotta viene abbattuta e solo per il fatto che il nemico ha raggiunto il necessario fabbisogno energetico per sostenere la propria crescita interna, è possibile raggiungere una tregua. Insieme agli altri viene a conoscenza che il nuovo nemico in realtà non è altri che Reed Richards.
Passate alcune settimane però le forze dello S.H.I.E.L.D. tentano comunque di organizzare un piano per il futuro, studiando delle contromisure adeguate sia per la crisi europea che per quella asiatica. Barton fa così da tramite con tutte le altre agenzie dei servizi americani per conto di Fury.
Barton mette a punto un piano che permetta alla situazione che si è venuta a creare di ribaltarsi: non potendo affrontare da soli un avversario così potente decidono di far schierare in una qualsiasi maniera la nuova superpotenza asiatica, Tian. Il piano è di per sé molto semplice: informare Xorn e Zorn della pericolosità che la CIttà rappresenta, raccontare loro le atrocità compiute da Richards e sperare in una reazione.
Barton riparte così alla volta della nazione metaumana, insieme a Fury, a Falcon e alla Vedova Nera con un elivelivolo. Dopo aver parlato con i due capi della comunità, Xorn decide di mettersi in contatto con i Figli del Domani attraverso Shu-tan, ovvero Oracolo, un metaumano in grado di comunicare telepaticamente a grandi distanze. Il risultato è la morte dell'uomo e la minaccia di un'invasione da parte del "Creatore". Fury vorrebbe far evacuare Tian ma Zorn decide di affrontare l'incursione con i suoi Eterni, non accennando ad alcuna pietà.
Nel frattempo le forze avverse a Fury e ai suoi, si stanno muovendo. Sotto minaccia di uccidere Betsy Ross, Hulk viene mandato ad attaccare la Città, come avanguardia dell'intero arsenale nucleare che il Presidente ha deciso di scagliare contro di essa. In contemporanea vengono attivati i "protocolli Winter" che prevedono la sospensione di Fury e la cattura di tutti gli Ultimates.
Barton, Fury e Monica decidono di raggiungere il punto dove sta avvenendo la battaglia tra il Popolo e i Figli: assistono al massacro dei primi fino a quando Zorn non si toglie la maschera che conteneva i suoi poteri e genera un buco nero che annichilisce le forze avversarie sconvolgendo il terzetto.
Nel frattempo Reed risponde al colpo inflitto dagli americani alla sua Città e distrugge Washington con una bomba all'anti-materia. Con la distruzione della capitale, l'intera classe politica americana viene decimata.
Dopo la catastrofe, lo S.H.I.E.L.D. viene affidato al comando dell'agente Flumm, l'uomo che a "convinto" Hulk ad attaccare la Città prima dell'attacco nucleare, deciso a portare avanti i protocolli Winter. Per evitare di essere arrestato dagli agenti dell'elivelivolo con cui era giunto nel Sud-Est asiatico, Fury si da alla fuga e lo stesso fa Barton andandosene con Monica e Sam.
I tre Ultimates decidono di raggiungere Bakersfield in California dove si trova la base del West Coast Operational Security, ovvero il progetto di Fury per lo sviluppo di una squadra di Ultimates della Costa Ovest, segreto alle fazioni a lui avverse presenti nello S.H.I.E.L.D.
I tre incontrano il dottor Hugo Lopez ma non fanno in tempo a mettere insieme la squadra, tenuta in animazione sospesa, poiché vengono raggiunti dalle squadre di Flumm e dopo un duro scontro vengono tutti e tre catturati e imprigionati.

### Divisi cadiamo, uniti vinciamo
A causa della distruzione di Washington D.C. ad opera di Reed Richards, delle manovre segrete di un misterioso individuo che aizza focolai in tutta la nazione, del problema delle Sentinelle Nimrod di Stryker e delle milizie anti-mutanti che tengono sotto scacco gli Stati del Sud-Ovest, che il precedente presidente aveva abbandonati al loro destino in quanto non in grado di intervenire per difenderli, gli Stati Uniti sono sul punto di frantumarsi. Forze secessioniste e belligeranti spingono vari Stati a staccarsi dal Governo Centrale e a farsi la guerra tra loro.
Tale clima porta al ritorno di Steve Rogers, Capitan America, che interviene prontamente nei vari scenari bellici, contando anche sull'aiuto dei vecchi compagni Ultimates, Tony Stark e Thor. L'acme di tale drammatica situazione lo si tocca quando viene pronunciata l'accusa di illegittimità del governo Howard che porta non solo a nuove elezioni ma addirittura alla separazione di fatto di molti stati che formano governi propri ed indipendenti come la Nazione della Costa Ovest e l'Alleanza dei Grandi Laghi.

### Ultimate Comics: Hawkeye
Clint Barton è stato inviato in missione a Bangkok nella R.S.E.A. (Repubblica del Sud Est Asiatico) con al seguito un Eliveivolo per monitorare la situazione fortemente instabile in cui vessa il paese a causa di alcuni movimenti insurrezionali contro il regime.
Giunto sul posto, attracca presso il Triskelion (uno delle nuove basi S.H.I.E.L.D. costruite in varie parti del mondo dopo gli avvenimenti che hanno riportato Fury a capo dell'organizzazione) e riceve da Fury l'ordine di partecipare alla lotta contro i ribelli, in quanto la Casa Bianca e il regime asiatico hanno raggiunto un accordo. In quel momento la struttura viene attaccata da tre metaumani, dotati di poteri telecinetici, ottici e di volo, che asseriscono che gli americani non sono più i benvenuti.
Sbarazzatosi di loro, Occhio di Falco, vuole vedere due scienziati locali che hanno chiesto asilo politico, per avere spiegazioni su quello che sta succedendo davvero nella R.S.E.A.
Clint scopre così che i due scienziati avevano sviluppato un programma per il potenziamento umano, con gli stessi fini del Programma Europeo e Americano del Super Soldato solo molto più avanzato e spregiudicato, basato su quello che loro chiamano il Piano: era loro intenzione sviluppare un morbo apparentemente innocuo che annullasse il gene X in modo tale che la futura popolazione mutante si riducesse a zero, togliendo alle altre nazioni il notevole bagaglio bellico composto dai mutanti.
Successivamente avrebbero fornito alla R.S.E.A. dei supersoldati di nuova generazione attraverso l'uso di una sostanza, il Siero, i cui risultati sono imprevedibili e non replicabili; ottenuto infatti da strumenti sperimentali e da un composto estremamente complesso, il Siero sarebbe stato iniettato a uomini di "sicura fede" che avrebbero servito il regime e la sua causa.
I primi iniettati sono stati sui centomila soggetti. La situazione è successivamente degenerata e nel paese è scoppiata una rivolta.
Trasmesse queste informazioni a Fury, questi, riconosciuta la loro arretratezza di fronte alla situazione, gli ordina di trovare assolutamente quel siero.
Partito con i due scienziati e una squadra di agenti, Clint raggiunge un laboratorio nascosto sotto il palazzo del governo ma il suo è un buco nell'acqua, dato che non riescono a ritrovare nessun materiale utile per la riproduzione del Siero. Durante questa incursione Barton ha modo di vedere cose incredibili: una bambina dotata di poteri distrugge una fila di carrarmati e una trentina di altri metaumani distruggono il palazzo governativo, simbolo del potere del regime.
Occhio di Falco si dirige a quel punto in un rifugio denominato "La Fossa dei Serpenti", dove si rimette in contatto con Fury il quale gli mostra un video trasmesso poco prima che si contattassero: un uomo, denominatosi Oracolo del Cambiamento, si proclama come la voce della rivoluzione in atto, affermando la caduta della R.S.E.A. e del suo governo. Al suo posto sorge Tian, casa del Popolo, e che ciò che è iniziato come qualcosa di crudele e malvagio, è sfociato in quello che sarà ricordato come il giorno più grande dell'umanità, poiché possiedono nelle loro mani ciò che permetterà all'uomo di diventare qualcosa di più.
Alla luce dei fatti Nick Fury invia a Occhio di Falco la sua squadra segreta di mutanti, Ultimate X, composta da Karen Grant (ovvero Jean Grey), da Firestar (ovvero Liz Allan), dal Guardiano (ovvero Derek Morgan) e da Hulk.
A una settimana di distanza Clint e i suoi danno d'assalto alle Città Gemelle di Tian, base del nuovo governo. Mentre Hulk attacca la Città Meridionale attirando su di sé l'attenzione dei suoi abitanti, i restanti membri della squadra si dirigono in quella Settentrionale.
Hulk affronta e uccide alcuni dei metaumani che gli si scagliano contro per bloccarlo fino a quando un di essi, estremamente potente non inizia metterlo alle strette. Clint e i suoi, invece scoprono che i metaumani chiamano il Siero la Fonte e ne hanno prodotta in grande quantità, incontrando anche il leader della Città Settentrionale, Kuan-Yn, chiamato Xorn.
Xorn, che appare come un uomo dalla testa fiammeggiate, celata da una maschera di metallo a forma di teschio, vestito di una tunica con il simbolo Yang del Tao sul petto, racconta a Clint gli eventi che hanno portato alla situazione attuale dal punto di vista suo e di suo fratello Shen-Yn, ora chiamato Zorn, e di come, una volta ottenuta la vittoria sul regime e constatato il loro grande potere e ciò che la Fonte è in grado di fare, loro due abbiano fondato due fazioni rispecchianti i due lati opposti della loro idea:
- I Celestiali capeggiati da Xorn, che vorrebbe espandere l'idea pacificamente e controllare il loro lato aggressivo derivato dalle vessazioni subite in passato, abitanti della Città Celeste di Tian
- Gli Eterni capeggiati da Zorn, che vorrebbe invece compiere un'azione più diretta e assecondare il loro lato aggressivo, abitanti della Città Eterna di Tian.

I metaumani della ex R.S.E.A. decisero di schierarsi in massa con Zorn, mentre solo duecentocinquantasette con Xorn.
Xorn lo avverte che mentre stanno parlando, Hulk sta ingaggiando un combattimento proprio con Zorn e si trova in grave pericolo, perché, al contrario di lui, suo fratello non è un tipo passivo.
Occhio di Falco, con gli Ultimate X e Xorn, si precipita alla Città Eterna interrompendo lo scontro tra Bruce e Zorn, che si presenta anch'egli come un uomo con la testa fiammeggiante, ma oscura al contrario di quella luminosa di Xorn, e vestito di una tunica con riprodotto sul petto il simbolo Yin del Tao.
Xorn non risponde alle intenzioni violente che Zorn vuole compiere in risposta a quella invasione per opera degli agenti S.H.I.E.L.D. ma piuttosto spiega a Karen Grant, che aveva provato a placare l'ira di Hulk prima che ci provasse l'orientale, che in realtà il futuro è espansione e chiede all'Oracolo del Cambiamento di diffondere il messaggio dei Celestiali ai quattro angoli della Terra.
L'Oracolo dice che chiunque sia oppresso, perseguitato o che semplicemente lo desideri, troverà accoglienza presso Tian. La Fonte trasformerà l'Umano in Celestiale, il Deviante in Eterno.
A fronte a queste intenzioni Karen, Liz e Derek decidono di restare Tian perché non vogliono più essere pedine del governo. Anche Hulk, calmatosi decide di restare, ma Xorn non lo accetta perché ha causato la morte di alcuni Eterni e quindi non può essere il benvenuto tra loro. Così il gigante viene traslato sulle montagne del Tibet presso il monastero dove già una volta aveva trovato rifugio, con l'augurio che possa così trovare se stesso.
Anche se rimasto solo, Clint dice di non poter tornare indietro senza la Fonte e così Xorn gliene offre un piccolo campione con l'avvertimento che questa sua scelta farà percorrere a tutti una strada molto tortuosa e difficile.
Tornato in America, consegna il campione a Fury. Un piccolo guadagno di fronte alle terribili perdite che hanno subito: un misterioso quanto pericoloso nemico che si fa chiamare il Creatore, a capo dei Figli del Domani, ha conquistato parte dell'Unione europea e ha espugnato Asgard, il cui unico sopravvissuto è Thor.

## Abilità
Clint è un arciere di un'abilità sorprendente (è un ex-campione olimpico) e in generale possiede una perfetta padronanza di qualsiasi arma da fuoco o da distanza; per essere precisi nelle sue mani qualsiasi oggetto può tramutarsi in arma: mentre si trovava prigioniero dei soldati dei Liberatori, è riuscito a sopraffare i soldati di guardia strappandosi le unghie e scagliandole contro le loro giugulari.
In genere Occhio di Falco viene presentato come un ufficiale S.H.I.E.L.D., un normale essere umano addestrato con una mira particolarmente acuta. Lungo la serie però si viene a scoprire che ha subito un intervento agli occhi, che lui stesso definisce bionici.
In passato Barton era stato sottoposto ad un intervento di potenziamento all'interno di un sistema chiamato "Programma", affinché i suoi occhi subissero un cambiamento radicale: ora in essi vi sono quasi quattrocento milioni di bastoncelli contro i normali centocinquanta milioni di un uomo medio, e un numero inferiore di coni rispetto al normale che gli fanno vedere le cose soprattutto in bianco e nero con un forte contrasto, facendogli vedere ciò che è reale e quello appare solo come reale (per esempio uno specchio unidirezionale).
Inoltre i muscoli intorno agli occhi sono stati potenziati in modo da permettere la distorsione dell'orbita, consentendo di cambiare la lunghezza focale.
Clint è stato solito usare degli occhiali nel corso della sua carriera, ma si ignora se sia stato per puro fattore di copertura, di avvantaggio nella mira, oppure per poter adattare la propria vista modificata ai momenti di inattività.

## Carattere e Relazioni
Occhio di Falco ha un carattere piuttosto burbero e diretto, quasi scontroso ma per lo più con le persone che non conosce o con cui non ha un vero rapporto di fiducia (come si può notare quando partecipa a una missione contro i Kree a fianco dei Fantastici Quattro).
Difatti nella prima missione della task force contro l'invasione dei Chitauri, Clint sembra fidarsi per lo più di Nick Fury e di Natasha Romanoff, ma già successivamente lega molto con vari membri tra cui Steve Rogers, Tony Stark, Janet van Dyne e i fratelli Maximoff, tanto da averli presentati addirittura alla sua famiglia.
I rapporti più stretti restano però quelli con Natasha, con cui ha condiviso molte missioni segrete e con cui fa coppia fissa raggiungendo una buona sincronia, fino a quando non si rivela una spia doppio giochista, e con il suo capo Nick Fury.
Con il capo dello S.H.I.E.L.D., Clint ha un rapporto di stima reciproca e di fiducia, nonché di una sincera amicizia tanto da avergli chiesto di far da padrino alla figlia Nicole. Grazie a Nick è uscito di prigione, ha ricominciato una nuova vita, è entrato nell'esercito ed è diventato un agente dello S.H.I.E.L.D.; è grazie a lui se oggi Clint è in parte quello che è.
Occhio di Falco è un uomo di Fury, è il suo braccio destro e farebbe di tutto per non deluderlo, nonostante ne conosca fin troppo bene le luci e le ombre.
Clint è un buon padre di famiglia, ama tantissimo sua moglie e i suoi figli, tanto che ogni volta che deve andare in missione, prima di partire li chiama per salutarli (nonostante sostenga di non sopportare i mocciosi, come lui stesso ha affermato in un incontro con Spider Man). La loro morte lo lacera in maniera profonda tanto da non ricercare altro che la vendetta.
Una volta ottenuta, sembra essersi rinchiuso in sé stesso, limitando al massimo qualsiasi rapporto umano e diventando ancora più scontroso e irritabile. Il suo stesso costume si fa più scuro, dotandosi di una maschera che gli ricopre interamente il volto e i cui colori sono nero e viola scuro. Per un certo periodo sembra quasi ricercare la propria morte in missione.
Secondo quanto afferma Wasp, Clint Barton è come se fosse morto con la sua famiglia, rimanendo solo Occhio di Falco.
Con il passare del tempo, Clint sembra aver metabolizzato pian piano il suo dolore ritrovando un certo equilibrio, ma vivendo quasi solo per il suo lavoro, assistendo Fury nella gestione dello S.H.I.E.L.D. e nel tentativo di risolvere le nuove minacce all'ordine mondiale comparse dopo gli eventi che hanno riportato la superspia a capo dell'organizzazione.
Sul suo carattere e modo di agire va rammentata la sua passata vita da "ribelle" a cui Fury accenna (molto probabile in riferimento a sue prese di posizione personali o scelte che andavano contro gli ordini ricevuti) durante la missione contro Ghost, nella quale libera il Punitore, nonostante gli fosse stato detto di fare il contrario.
Inoltre, rispetto alla sua controparte classica di Terra-616 non segue il principio del non uccidere, facendolo assomigliare più ad un militare o ad un mercenario piuttosto che ad un eroe in senso classico; difatti le sue frecce non sono "speciali" ma normali.

## Altri media

### Cinema

#### Animazione
Occhio di Falco compare in:
- Iron Man: Rise of Technovore
- Avengers Confidential: La Vedova Nera & Punisher

#### Marvel Cinematic Universe
Occhio di Falco è servito da base per lo sviluppo del personaggio di Clint Barton, interpretato da Jeremy Renner. Compare in:
- Thor (2011) di Kennet Branagh
- The Avengers (2012) di Joss Whedon
- Avengers: Age of Ultron (2015) di Joss Whedon
- Captain America: Civil War (2016) di Anthony e Joe Russo
- Avengers: Endgame (2019) di Anthony e Joe Russo

### Televisione

#### Animazione
Occhio di Falco compare in:
- Ultimate Spider-Man
- Avegners Assemble
- Hulk e gli agenti S.M.A.S.H.
- LEGO Marvel Avengers - Time Twisted

#### Marvel Cinematic Universe
Occhio di Falco è servito da base per lo sviluppo del personaggio di Clint Barton, interpretato da Jeremy Renner. Compare in:
- What If...? (2021) di A.C. Bradley
- Hawkeye (2021) di Jonathan Igla

### Videogiochi
Occhio di Falco compare in:
- Marvel: La Grande Alleanza
- Marvel Avengers: Battle for Earth
- Marvel: Avengers Alliance
- Marvel Puzzle Quest
- LEGO Marvel Super Heroes
- Disney Inifnity 2.0: Marvel Super Heroes
- Disney Infinity 3.0
- Marvel Future Fight
- LEGO Marvel Super Heroes 2